# Claude Zidi
Claude Zidi (Parigi, 25 luglio 1934) è un regista e sceneggiatore francese, autore di commedie popolari di grande successo, tra cui Il commissadro (1984) e Asterix & Obelix contro Cesare (1999).

## Biografia
Nato da genitori originari dell'Algeria, studia tecnica cinematografica all'Ecole Louis Lumière dal 1953 al 1955.
Negli anni sessanta lavora come operatore di macchina e dopo una breve esperienza come direttore della fotografia, tra il 1969 e il 1971, esordisce alla regia nel 1971 con la commedia Cinque matti al servizio di leva. È il primo dei suoi quattro film con il popolare gruppo di comici e musicisti Charlots.
Dirige Pierre Richard in Ci son dentro fino al collo... (1974) e Bagarre express (1975), Louis de Funès in L'ala o la coscia? (1976) e La Zizanie (1978), Coluche in L'ala o la coscia?, Un commissario al di sotto di ogni sospetto (1980) e Banzai (1983), il divo Jean-Paul Belmondo nel film su misura per lui L'animale (1977), Daniel Auteuil in I sottodotati (1980) e Les sous-doués en vacances (1982).
Il commissadro (1984), con la coppia Philippe Noiret-Thierry Lhermitte, amato da pubblico e critica in patria, vincitore di tre Premi César 1985, tra cui quello per il miglior film e il miglior regista, è uno dei maggiori successi di Zidi, che ne realizza anche due seguiti, nel 1990 e nel 2003 (inediti in Italia).
Due (1989), interpretato da Gérard Depardieu, è un tentativo di commedia sofisticata al di fuori dell'abituale registro comico dell'autore.
Da La totale! (1991) viene tratto un remake hollywoodiano, True Lies (1994), diretto da James Cameron.
Zidi ha portato sullo schermo il fumetto Asterix di Goscinny e Uderzo, in Asterix & Obelix contro Cesare (1999), la più ricca produzione francese realizzata fino ad allora.

## Filmografia

### Regia e sceneggiatura
- Cinque matti al servizio di leva (Les bidasses en folie) (1971)
- Cinque matti allo stadio (Les fous du stade) (1972)
- Cinque matti al supermercato (Le grand bazar) (1973)
- Ci son dentro fino al collo... (La moutarde me monte au nez) (1974)
- Cinque matti vanno in guerra (Les bidasses s'en vont en guerre) (1974)
- Bagarre express (La course à l'échalote) (1975)
- L'ala o la coscia? (L'aile ou la cuisse) (1976)
- L'animale (L'animal) (1977)
- La Zizanie (1978)
- Bête mais discipliné (1979)
- I sottodotati (Les sous-doutés) (1980)
- Un commissario al di sotto di ogni sospetto (Inspecteur La Bavure) (1980)
- Les sous-doués en vacances (1982)
- Banzai (Banzaï) (1983)
- Il commissadro (Les ripoux) (1984)
- Les rois du gag (1985)
- Top Managers (Association de malfaiteurs) (1987)
- Due (Deux) (1989)
- Ripoux contre ripoux (1990)
- La totale! (1991)
- Profil bas (1993)
- Arlette (Arlette) (1997)
- Asterix & Obelix contro Cesare (Astérix et Obélix contre César) (1999)
- La boîte (2001)
- Ripoux 3 (2003)
- Les Ripoux anonymes, co-regia con Julien Zidi (2011)

## Riconoscimenti
- Premio César
  - 1985 – Miglior film per Il commissadro
  - 1985 – Miglior regista per Il commissadro